# Pittsford (Nova Iorque)
Pittsford é uma aldeia do estado norte-americano de Nova Iorque, localizada no Condado de Monroe. Foi incorporada em 1827.

## Geografia
De acordo com o United States Census Bureau, a aldeia tem uma área de 1,9 km².

## Demografia
Segundo o censo nacional de 2010, a sua população é de 1 355 habitantes, e sua densidade populacional é de 730 hab/km².

## Lista de marcos
A relação a seguir lista as entradas do Registro Nacional de Lugares Históricos em Pittsford.
- Casa de Adolph Lomb
- Hildreth-Lord-Hawley Farm
- Hopkins Farm
- Phoenix Building
- Pittsford Village Historic District
- Spring House
- Thomas Youngs House